# Byggnadsminne
Byggnadsminne er den svenske betegnelse for bygningsfredning. Værdifulde bygninger, miljøer og haveanlæg i Sverige kan udpeges som byggnadsminne jævnfør kulturminneslagen. Det er den stærkeste form for beskyttelse, der findes i svensk lovgivning. Måden, hvorpå disse bygninger udpeges, adskiller sig på en række punkter fra dansk bevaringspraksis.
For at præcisere beskyttelsen formuleres og nedfældes en liste over bevaringsværdier for hvert enkelt fredede bygning.
Pt. er over 2.000 bygninger og miljøer opført som byggnadsminnen. En fortegnelse findes i Riksantikvarieämbetets bebyggelseregister. Til sammenligning er der 9.000 fredede bygninger i Danmark. Til gengæld har svensk bevaringspraksis en række andre instrumenter til beskyttelse af bevaringsværdige bygninger.